# Mohammad bin Salman al-Saoed
Mohammad bin Salman al-Saoed ((ar)  محمد بن سلمان آل سعود) (Jeddah, 31 augustus 1985) is sinds juni 2017 de kroonprins van Saoedi-Arabië, en sinds september 2022 ook de premier van dat land. Hij is een zoon van Salman bin Abdoel Aziz al-Saoed, de koning van Saoedi-Arabië, en zijn derde vrouw Fahda bint Falah bin Sultan Al Hithalayn.

## Loopbaan
Mohammad bin Salman (MBS) heeft rechten gestudeerd aan de King Saud University. Na zijn studie was hij eerst actief in het bedrijfsleven, maar werd al snel door zijn vader Salman bin Abdoel Aziz al-Saoed als adjudant ingeschakeld. Na de troonsbestijging van zijn vader op 23 januari 2015 werd hij op een drietal sleutelposities benoemd. Eerst als minister van Defensie, daarnaast werd hij ook stafchef van het koninklijk hof, alsook voorzitter van een nieuwgevormde economische raad. Hij verwierf al snel bekendheid door zijn rol in de interventie in het buurland Jemen in 2015, waarbij zijn oom en toenmalig kroonprins Moekrin (als te Jemenitisch gezind) werd verwijderd en op 28 april 2015 werd opgevolgd door zijn neef, de nieuwe kroonprins Mohammed ben Nayef (MBN). Op diezelfde datum werd Mohammad bin Salman door de koning, zijn vader, benoemd tot plaatsvervangend kroonprins.
Op 21 juni 2017 werd Mohammad bin Salman kroonprins. De reden voor deze actie werd niet bekendgemaakt. Tegenstanders noemen dit nepotisme later raakte bekend dat MBN aan slaappillen was verslaafd. De benoeming van de nieuwe kroonprins werd goedgekeurd door de zogenoemde Raad van Trouw.
Kroonprins Mohammad werd op 27 september 2022 ook benoemd tot premier van Saoedi-Arabië, een titel die zijn vader sinds zijn aantreden als koning had gedragen. Zijn functie als minister van Defensie legde hij daarbij neer.

## Activiteiten
Na zijn benoeming tot kroonprins drukte Mohammad snel zijn stempel op het openbaar leven. Hij kondigde in oktober 2017 aan dat hij het koninkrijk op het spoor van de tolerante en gematigde islam wilde zetten. Ook kondigde hij aan dat vrouwen voortaan auto mogen rijden, wat in Saoedi-Arabië tot dan toe streng verboden was. Ook liet hij de bioscopen heropenen. Onder zijn leiding werd een nieuw anticorruptieorgaan opgericht, met de bevoegdheid om arrestatiebevelen uit te vaardigen, reisbeperkingen op te leggen en bankrekeningen te bevriezen.
Begin november 2017 werden elf prinsen, vier ministers en tientallen oud-ministers gearresteerd, in totaal een tweehonderdtal personen, zonder dat hiervoor een reden werd gemeld, maar waarschijnlijk op verdenking van corruptie. In een interview met The New York Times bevestigde de kroonprins dat arrestaties noodzakelijk waren om corruptie te bestrijden.
Medio oktober 2018 kwam kroonprins Mohammad onder grote internationale druk te staan als gevolg van de mysterieuze verdwijning van de dissidente Washington Post-journalist van Saoedische origine Jamal Khashoggi na het binnengaan van het Saoedische Consulaat in Istanboel voor huwelijksformaliteiten. Uit niet officieel bevestigde anonieme berichten, audio- en video-opnamen van Turkse autoriteiten ontstaat de verdenking van een liquidatie door een Saoedisch commando, waaronder zich enkele handlangers van Mohammad bin Salman al-Saoed bevonden.
Drie jaar later werd hij er door een voormalige topman van de Saoedische geheime dienst van beschuldigd in 2014 gedreigd te hebben toenmalig koning Abdoellah te vermoorden.
Vanaf 7 oktober 2021 mag Bin Salman zichzelf eigenaar van de voetbalclub Newcastle United noemen. Met de overname van de club van vorige eigenaar Mike Ashley is een bedrag van 350 miljoen euro gemoeid.
Op 18 november 2022 kreeg Mohammed, vanwege zijn nieuwe rol als Saoedische premier, Amerikaanse immuniteit voor de moord op Khashoggi. De regering van Biden benadrukte echter dat dit geen vaststelling van onschuld was.